# Pacholewo
Pacholewo – wieś sołecka w Polsce położona w województwie wielkopolskim, w powiecie obornickim, w gminie Oborniki.

## Historia
Wieś pierwotnie związana była z Wielkopolską. Ma metrykę średniowieczną i istnieje co najmniej od pierwszej połowy XIV wieku. W 1396 odnotowane zostało odmiejscowe nazwisko pochodzące od nazwy wsi "Pacholefski", w 1418 nazwę miejscowości zapisano pod obecną nazwą "Pacholewo", a w 1510 jako "Pakcholewo".
Miejscowość była początkowo wsią szlachecką należącą do lokalnej szlachty wielkopolskiej z rodu Pacholewskich, którzy od nazwy wsi przyjęli odmiejscowe nazwisko. Później właścicielami byli także Wojnowscy z Wojnowa oraz spokrewnieni z nimi Czeszewscy, a także Jezierscy i Redeccy. W 1446 wieś leżała w powiecie poznańskim województwa poznańskiego w Koronie Królestwa Polskiego. W 1509 należała do parafii, a w 1510 należała do parafii Białężyn.
Pierwszy zapis pochodzący z 1396 odnotowuje pierwszych właścicieli we wsi Pacholewskich, a kolejny z 1418 świadka Mikołaja Rosnowskiego mieszkającego w miejscowości. W 1435 Sędziwój z Wojnowa kupił od Jadwigi żony Marcina Zajączkowskiego jej część Pacholewa za 500 grzywien.
Od połowy XV wieku do początku wieku XVI jako właścicielami we wsi byli synowie Sędziwoja Wojnowskiego z Przebędowa: Jan, Stanisław, Wincenty, Dobrogost oraz Abraham. W 1446 Jan, Wincenty, Dobrogost i Abraham w działach ze swoimi stryjami, braćmi Sędziwoja, Dobrogostem oraz Piotrem otrzymali Wojnowo, Przebędowo oraz Długą Goślinę. Jan z Brzeźna w parafii Gać starszy z braci Wojnowskich zapisał swej matce Elżbiecie, wdowie po Sędziwoju z Wojnowa, po 100 kóp posagu oraz wiana na 2/3 Brzeźna i Pacholewie. Bracia Wojnowscy zapisali także swojej siostrze rodzonej Beacie 120 grzywien na połowie Przebędowa, całym Pacholewie i Brzeźnie oraz na 1/4 Długiej Gośliny.
W 1460 Stanisław z Przebędowa i Pacholewa sprzedał z zastrzeżeniem prawa odkupu trzy wiardunki czynszu z Pacholewie Bartłomiejowi prepozytowi i altaryście w Rogoźnie, a w 1462 altarii św. Barbary w katedrze poznańskiej 10 złotych węgierskich czynszu od sumy 120 złotych węgierskich. W 1463 wraz z bratem Abrahamem Wojnowskim sprzedali z zastrzeżeniem prawa odkupu wikariuszom katedry poznańskiej 5,5 grzywien czynszu od sumy 65 grzywien.
W 1474 Abraham Wojnowski zapisał swojej żonie Małgorzacie po 100 kóp posagu oraz wiana na połowie swej części Pacholewa, jaka przypaść mu miała w podziale majątku z braćmi po ojcu Sędziwoju Wojnowskim. W 1485 zanotowano dług 11 grzywien jakie Wincenty Łoskuński z Pacholewa winny był temuż Wojnowskiemu. W 1495 Wojnowski wraz z żoną Małgorzatą zapisał na połowie Pacholewa 5 grzywien czynszu dla kościoła NMP w Obornikach. Jego wykup nastąpił w roku 1500. W 1508 Abraham  Wojnowski otrzymał od Stanisława Redeckiego ze wsi Redecz, obecnie Recz] część wsi Pacholewo, którą Redecki otrzymał w 1505 od zmarłego bratanka Abrahama Macieja Czeszewskiego. W 1510 Wojnowski zakupił za 20 grzywien od Jana Bielawskiego 2 łanów osiadłe w Pacholewie, które Bielawski otrzymał od zmarłego Macieja Czeszewskiego z tytułu ostatniej raty posagu swojej żony Anny, która była siostrą Macieja. W 1515 Abraham Wojnowski sprzedał z zastrzeżeniem prawa odkupu Dobrogostowi Jezierskiemu połowę Pacholewa za 130 grzywien. W 1519 Wojnowski toczył proces z opatką z Owieńska o kmiecia Jana Kwapienia, który zbiegł z Pacholewa do Bolechowa.
PO śmierci Abrahama Wojnowskiego właścicielami we wsi byli jego synowie Jan Wojnowski, który od nazwy wsi zwany był też Pacholewskim oraz Maciej i Wojciech Wojnowscy. W 1518 Maciej sprzedał z zastrzeżeniem prawa odkupu swemu bratu Wojciechowi Wojnowskiemu nabytą od swej żony Anny wieś Charcice za 130 grzywien. Wojciech Wojnowski sprzedał z zastrzeżeniem prawa odkupu bratu Maciejowi jeden łan w Pacholewie, kupiony od swego ojca Abrahama, za 12 grzywien.
Majętności we wsi miał także brat Abrahama Wincenty Wojnowski. W 1479 otrzymał on od Katarzyny wdowy po Piotrze Łoskuńskim jej oprawę wynoszącą po 100 kóp posagu i wiana, którą zapisano na połowie wsi Łoskuń. W zamian Wincenty zapisał jej na Pacholewie z zastrzeżeniem prawa wykupu 8 grzywien czynszu od sumy 110 grzywien. W 1479 Wincenty zapisał swojej żonie Dorocie po 200 grzywien posagu oraz wiana na połowie wsi Pacholewo oraz połowie jeziora w Łoskuniu. W 1481 zapis sądowy odnotował konflikt między braćmi Wojnowskimi: Stanisławem z Brzeźna, Dobrogostem z Gośliny oraz Abrahamem z Pacholewa. Starosta rozsądzający spór nakazał braciom żyć w pokoju pod groźbą kary 200 grzywien. W 1485 Wincenty zapisał Katarzynie żonie Jana Oleskiego 12 grzywien czynszu na połowie Pacholewa oraz 1/3 Wojnowa. 
Majętności we wsi mieli także synowie Wincentego Wojnowskiego brata Abrahama. W 1502 nastąpił podział majątku pomiędzy jego synów, braci Wojciecha Czeszewskiego oraz Macieja plebana w Czeszewie, którzy od nazwy wsi Czeszewo przyjęli odmiejscowe nazwisko Czeszewskich. W jego wyniku Maciej otrzymał połowę Pacholewa, Wojciech zaś część Czeszewa. Ponadto Wojciech miał sam uposażyć siostry Małgorzatę i Agnieszkę. Maciej swą połowę Pacholewa sprzedał z zastrzeżeniem odkupu Abrahamowi Wojnowskiemu za 100 złotych węgierskich oraz 34 grzywien. W  1505 szlachcic Maciej Czeszewski dał Stanisławowi Redeckiemu połowę wsi Pacholewa, a w zamian otrzymał jeden łan we wsi Recz w powiecie gnieźnieńskim oraz 300 grzywien.
Historyczne dokumenty odnotowały także inne stany ludności wywodzącej się ze wsi takie jak stan chłopski i mieszczański. W 1460 odnotowany został kmieć Świętosław Pacierz oraz Wawrzyniec Wilkosz, a w 1519 Jan Kwapień. W mieście Oborniki natomiast odnotowano także mieszczan noszących odmiejscowe nazwisko Pacholewskich. Wspomniano także sołtysów pacholewskich: w 1418 Mikołaja, w 1429 Jakusza i w 1460 Macieja.
Miejscowość odnotowały także historyczne rejestry podatkowe dzięki którym znamy stosunki własnościowe we wsi. W 1510 miał miejsce pobór podatków od 6 łanów. W 1563 pobór od 6 łanów oraz od karczmy. W latach 1577-1582 płatnikiem poboru ze wsi był Jerzy Wojnowski.
Wskutek II rozbioru Polski w 1793, miejscowość przeszła pod władanie Prus i jak cała Wielkopolska znalazła się w zaborze pruskim.
W latach 1975–1998 miejscowość administracyjnie należała do województwa poznańskiego.